# Theodor Schultes
Theodor Jakob Joseph Schultes (* 10. September 1901 in Berschweiler (Landkreis Sankt Wendel), Saarland; † 16. März 1981 in Starnberg) war ein deutscher Ingenieur der Hochfrequenztechnik und Pionier der Radartechnik. Zu seinen bekanntesten Entwicklungen zählen die Funkmessgeräte mit den Decknamen Freya, Wassermann und Jagdschloß.

## Leben
Schultes, als Sohn eines Sparkassendirektors geboren, besuchte bis zu seinem Abitur das Realgymnasium in Völklingen. Nach einjähriger praktischer Tätigkeit bei den Röchlingwerken studierte er von 1921 bis 1926 an der Technischen Hochschule Darmstadt Elektrotechnik. Er arbeitete dort anschließend als wissenschaftlicher Mitarbeiter, von 1929 bis 1933 als Assistent und promovierte 1934 schließlich zum Doktor-Ingenieur am Fachbereich Elektro- und Informationstechnik.
1933 zog er nach Berlin und setzte dort am Heinrich-Hertz-Institut für Schwingungsforschung zunächst seine in Darmstadt begonnenen Forschungen im Bereich Raumakustik fort. Bereits im Juni 1934 wechselte er dann zur neu gegründeten Gesellschaft für elektro-akustische und mechanische Apparate (GEMA), um dort die Leitung des Forschungslabors zu übernehmen.
Hier entwickelte Schultes mit seinem Team die ersten praktisch einsetzbaren Funkmessgeräte.
Eine wesentliche Aufgabe bestand dabei in der Entwicklung geeigneter Senderöhren.
Von den 50 Patenten, die Schultes allein bis 1941 einreichte, betrafen die meisten dieses Fachgebiet.
Am 26. September 1935 stellte Schultes mit seiner Forschungsgruppe dem Oberbefehlshaber der Kriegsmarine erfolgreich ein Funkmessgerät vor, welches mit 82 Zentimetern Wellenlänge und 600-Megahertz-Impulsen arbeitete. Die erzielte Reichweite betrug rund 20 Kilometer.
Aus Geheimhaltungsgründen wurde für solche Geräte die Tarnbezeichnung Dezimeter-Telegraphie-Gerät (DeTe-Gerät) eingeführt.
Im Sommer 1936 wurde das Panzerschiff Admiral Graf Spee als erstes Schiff in der Seekriegsgeschichte von der GEMA mit einem Geschützfunkmessgerät ausgerüstet.
1937 entwickelte Schultes nach weiteren aufwändigen Versuchen das Funkmessgerät Freya. Es arbeitete mit 240 Zentimetern Wellenlänge, war transportabel und für die Erkennung von Flugzielen bestimmt. Freya besaß eine Reichweite von rund 100 Kilometern.
Als die Siemens & Halske AG 1942 in Berlin ihr eigenes Werk für Funkgeräte aufgebaut hatte, übernahm Schultes dort die weitere Entwicklung und Fertigung von Geräten der Funkmesstechnik. Noch im gleichen Jahr entstand das Funkmessgerät Wassermann. Es arbeitete in den gleichen Wellenlängenbereichen wie das „Freya“-Gerät, besaß aber dank zehnfacher Senderleistung und stark vergrößerter Antennenfläche eine Reichweite von bis zu 250 Kilometern.
Eine weitere Erfindung Schultes war das 1943 konstruierte Panorama-Rundsichtgerät Jagdschloß. Mit ihm ließen sich auf einer großen Schautafel alle Flugzeuge darstellen, die in dem auf eine Entfernung von bis zu 150 Kilometern elektronisch abgetasteten Luftraum geortet wurden.
Nach Ende des Zweiten Weltkrieges arbeitete Schultes vorübergehend in einem Privatlabor an der Lösung elektromedizinischer und elektroakustischer Probleme, da in Deutschland die Forschung im Bereich Radartechnik durch den Alliierten Kontrollrat verboten worden war.
Ab 1948 konnte Schultes wieder in seinem Fachgebiet arbeiten. Er erhielt zunächst eine Anstellung bei der Siemens-Tochter Albiswerk Zürich AG in der Schweiz und wechselte dann 1952 zur Siemens AG nach München, wo er 1956 die Position des Werksleiters übernahm.
Bei der Gründung der Industrieanlagen-Betriebsgesellschaft mbH (IABG), 1961 in Ottobrunn, vertrat Schultes als Mitglied des Gründungsausschusses die Interessen der Firma Siemens. Von 1963 an bis zu seinem Ruhestand 1971 war er als technisch-wissenschaftlicher Leiter der IABG tätig.